# Simisola Shittu
Oluwasimisola « Simisola » Shittu, né le 7 novembre 1999, est un joueur professionnel canadien de basket-ball. Shittu est d'origine britannique.
Il joue pendant sa carrière universitaire pour les Commodores de Vanderbilt.

## Jeunesse
Shittu est né à Harrow, Londres, dans une famille d'origine nigériane et caribéenne.
Il déménage au Canada à l'âge de cinq ans. Shittu déménage ensuite aux États-Unis avant sa première année universitaire pour jouer dans une compétition plus élevée.

## Carrière universitaire
Shittu fait une première année décevante. Après que Darius Garland se soit déchiré le ménisque lors d'un match contre Kent State, l'équipe a un bilan 5-23, dont un 0-18 en conférence. Sa valeur pour la draft chute au cours de la saison.
Shittu marque en moyenne 10,9 points, prend 6,7 rebonds et fait 1,8 passe décisive par match au cours de sa première saison.
Après la saison, il se déclare pour la draft 2019 de la NBA.

## Carrière professionnelle

### Bulls de Windy City (2019-2020)
Shittu n'est pas choisi lors de draft et rejoint les Grizzlies de Memphis lors de la NBA Summer League 2019.
Le 4 octobre 2019, Shittu signe avec les Bulls de Chicago. Il n'est toutefois pas conservé et est affecté à la filiale des Bulls en NBA G League, les Bulls de Windy City. Lors du dernier match à domicile de la saison, Shittu inscrit 32 points et prend 21 rebonds lors d'une défaite contre le Charge de Canton.
Le 6 décembre 2020, les Bulls de Chicago resignent Shittu dans le cadre d'un accord non garanti.
Le 18 décembre 2020, Shittu établit son record en carrière de 13 points et 6 rebonds lors d'une victoire dans un match amical contre le Thunder d'Oklahoma City. Il n'est pas conservé à la fin du camp d'entraînement.

### Knicks de Westchester (2021)
Le 21 janvier 2021, Shittu rejoint les Knicks de Westchester.
Il marque en moyenne 14,4 points, prend 10,1 rebonds et fait 1,4 passe décisive par match.

### Ironi Ness Ziona (2021-2022)
Le 24 novembre 2021, Shittu signe avec Ironi Ness Ziona B.C. (en) dans le championnat israélien de basket-ball.

### Magic de Lakeland (2022-2023)
Le 9 août 2022, Shittu signe avec le Magic d'Orlando (NBA) pour le camp d'entraînement.
Il n'est pas conservé pour la saison 2022-2023.
Le 3 novembre 2022, Shittu est recruté par le Magic de Lakeland, équipe de G-League affiliée au Magic d'Orlando.

### Wolves de l'Iowa (2023)
Le 12 février 2023, Shittu est envoyé dans un échange aux Wolves de l'Iowa.

### Calgary Surge (2023)
Le 12 mai 2023, Shittu signe avec le Calgary Surge de la Ligue élite canadienne de basketball.

### Limoges CSP (2023)
Le 31 juillet 2023, Shittu signe pour Limoges CSP en France. Il quitte le club en décembre 2023.